# ادموند نفس
ادموند نفس (انگلیسی: Edmond Neefs) بازیکن فوتبال اهل بلژیک بود.
وی به‌همراه تیم ملی فوتبال بلژیک به مقام سوم بازی‌های المپیک تابستانی ۱۹۰۰ رسیده‌است.